# Келіменешть (Вранча)
Келіменешть, Келіменешті (рум. Călimănești) — село у повіті Вранча в Румунії. Адміністративно підпорядковане місту Мерешешть.
Село розташоване на відстані 190 км на північний схід від Бухареста, 28 км на північ від Фокшан, 136 км на південь від Ясс, 86 км на північний захід від Галаца, 128 км на схід від Брашова.

## Населення
За даними перепису населення 2002 року у селі проживали 522 особи, з них 521 особа (99,8%) румунів. Рідною мовою 521 особа (99,8%) назвала румунську.